# Onthophagus tripolitanus
Onthophagus tripolitanus là một loài bọ cánh cứng trong họ Bọ hung (Scarabaeidae).